# Fred de Bruyne
Alfred de Bruyne (Berlare, 21 de octubre de 1930 - Seillans, Francia 4 de febrero de 1994), conocido como Fred de Bruyne y apodado Monsieur Fred, fue un ciclista belga, profesional entre los años 1953 y 1961, durante los cuales logró 25 victorias.
Era un especialista en carreras de un día, vencedor en cuatro de los cinco Monumentos del ciclismo. Solo le quedó por vencer en el Giro de Lombardía, en el cual fue 2º en 1955. Fue dos veces 5º en el Campeonato del Mundo de ciclismo, en los años 1956 y 1957.

## Palmarés
| 1954 - 3 etapas del Tour de Francia 1955 - 1 etapa del A través de Flandes - 1 etapa del Tour del Sudeste 1956 - 3 etapas del Tour de Francia - Milán-San Remo - Lieja-Bastoña-Lieja - París-Niza y vencedor de 2 etapas - Challenge Desgrange-Colombo 1957 - Tour de Flandes - París-Roubaix - París-Tours - Sassari-Cagliari - Challenge Desgrange-Colombo - Seis días de Gante, con Rik van Steenbergen - 1 etapa de la Roma-Nápoles-Roma | 1958 - Lieja-Bastoña-Lieja - París-Niza - Challenge Desgrange-Colombo 1959 - Lieja-Bastoña-Lieja - Seis días de Gante, con Rik van Steenbergen 1961 - Kuurne-Bruselas-Kuurne |

## Resultados
Durante su carrera deportiva consiguió los siguientes puestos en Grandes Vueltas y carreras de un día:

### Grandes Vueltas
| Carrera | Carrera         | 1953 | 1954 | 1955 | 1956 | 1957 | 1958 | 1959 | 1960 | 1961 |
| ------- | --------------- | ---- | ---- | ---- | ---- | ---- | ---- | ---- | ---- | ---- |
|         | Giro de Italia  | —    | —    | —    | —    | —    | 16.º | —    | —    | —    |
|         | Tour de Francia | 52.º | 36.º | 17.º | 20.º | Ab.  | —    | 30.º | —    | —    |
|         | Vuelta a España | —    | —    | —    | —    | —    | —    | —    | —    | —    |

### Clásicas, Campeonatos y JJ. OO.
| Carrera                | Carrera                | 1953 | 1954 | 1955 | 1956 | 1957 | 1958 | 1959 | 1960 | 1961 |
| ---------------------- | ---------------------- | ---- | ---- | ---- | ---- | ---- | ---- | ---- | ---- | ---- |
| Omloop Het Nieuwsblad  | Omloop Het Nieuwsblad  | —    | 21.º | —    | 34.º | —    | —    | 2.º  | —    | —    |
| Kuurne-Bruselas-Kuurne | Kuurne-Bruselas-Kuurne | —    | —    | —    | —    | —    | —    | —    | —    | 1.º  |
|                        | Milan San Remo         | —    | —    | —    | 1.º  | 2.º  | 6.º  | 33.º | 13.º | 59.º |
| A Través de Flandes    | A Través de Flandes    | —    | —    | 2.º  | —    | —    | —    | —    | —    | —    |
| Gante-Wevelgem         | Gante-Wevelgem         | —    | 28.º | —    | —    | —    | 3.º  | 51.º | —    | —    |
|                        | Tour de Flandes        | —    | —    | —    | 36.º | 1.º  | 10.º | 18.º | 12.º | —    |
|                        | París-Roubaix          | —    | 29.º | —    | 2.º  | 1.º  | 6.º  | 6.º  | 35.º | —    |
| Flecha Valona          | Flecha Valona          | —    | 4.º  | —    | —    | —    | —    | 21.º | 29.º | —    |
|                        | Lieja-Bastoña-Lieja    | —    | —    | —    | 1.º  | —    | 1.º  | 1.º  | 48.º | —    |
| París-Tours            | París-Tours            | —    | 6.º  | 2.º  | 4.º  | 1.º  | 2.º  | 81.º | —    | —    |
|                        | Giro de Lombardía      | —    | —    | 2.º  | 9.º  | —    | 27.º | 21.º | —    | —    |
| Mundial en Ruta        | Mundial en Ruta        | —    | 9.º  | Ab.  | 5.º  | 5.º  | Ab.  | —    | —    | —    |
| Bélgica en Ruta        | Bélgica en Ruta        | —    | —    | —    | —    | 34.º | —    | —    | 44.º | —    |

 —: No participa

Ab.: Abandona

X: Ediciones no celebradas